# Endrup
 For alternative betydninger, se Endrup (flertydig). (Se også artikler, som begynder med Endrup)
Endrup er en landsby i Sydvestjylland med 200 indbyggere i byområdet (2013). Endrup er beliggende nær Esbjergmotorvejen syv kilometer nord for Bramming og 24 kilometer øst for Esbjerg. Byen tilhører Esbjerg Kommune og er beliggende i sognene Vejrup Sogn og Vester Nykirke Sogn.
Endrup var kendt for Endrup Andelsmejeri, som blev etableret i 1884 og var verdens ældste eksisterende andelsmejeri indtil mejeriet blev opkøbt af Arla Foods i 2017. Mejeriet fremstillede oste. 